# Gare de Haluchère-Batignolles
Gare de Haluchère-Batignolles vasútállomás Franciaországban, Nantes településen.

## Vasútvonalak
Az állomást az alábbi vasútvonalak érintik:
- Nantes-Orléans-Châteaubriant-vasútvonal

## Kapcsolódó állomások
A vasútállomáshoz az alábbi állomások vannak a legközelebb:
- Gare de Nantes (Gare de Nantes, Nantes-Orléans-Châteaubriant-vasútvonal)
- Gare de Babinière (Gare de Châteaubriant, Nantes-Orléans-Châteaubriant-vasútvonal)